# Нафтовий поклад
Нафтовий поклад (рос. нефтяная залежь, англ. oil field,  oil pool; нім. Erdöllager n) — природне одиничне скупчення нафти у пастці, утвореній пластом-колектором і покришкою (покриттям), яке контролюється єдиним водонафтовим контактом (ВНК).
Межа між суміжними покладами в одному пласті проводиться за зміною положення ВНК.
Н.п. звичайно оконтурюється водою: законтурною (поза внутрішнім контуром нафтогазоносності) або підошовною (яка розташована під покладом нафти); рідше буває обмежений з усіх боків непроникними породами і не має контакту з водою (піщана лінза).
Осн. параметри Н.п.: площа, ефективна потужність (товщина), пористість, проникність і нафтонасиченість колектора, пластова т-ра, пластовий тиск, висотне положення ВНК.
За запасами Н.п. поділяють на:
- унікальні (понад 300 млн т),
- гігантські (від 100 до 300 млн т),
- великі (від 30 до 100 млн т),
- середні (від 10 до 30 млн т),
- дрібні (до 10 млн т) і
- непромислові.

Крім того, Н.п. характеризують:
- за будовою колектора в пастці (пластові, масивні); за типом колектора (поровий, тріщинний, кавернозний, змішаний);
- за типом екрана в пастці (склепінчасті, літологічно, стратиграфічно, тектонічно, гідродинамічно екрановані і ін.);
- за якістю нафти, густиною, в'язкістю, структурно-груповим складом; кількістю і складом розчиненого в ній газу та інших компонентів.

Режими робіт Н.п. при експлуатації визначаються характером прояву рушійних сил, які зумовлюють приплив нафти до експлуатаційних свердловин; залежать від геологічної будови і фізико-хімічних властивостей пласта і нафти, а також від штучно створюваних умов розробки.
Сукупність покладів, приурочених до загальної ділянки земної поверхні і підлеглих єдиній тектоніч. структурі, утворює нафтове родовище.

## Різновиди
НАФТОВИЙ ПОКЛАД З ГАЗОВОЮ ШАПКОЮ, (рос. нефтяная залежь с газовой шапкой; англ. gas cap oil pool, нім. Erdöllager n mit der Gaskappe) — Див. газонафтовий поклад.
НАФТОВИЙ ПОКЛАД З ГАЗОКОНДЕНСАТНОЮ ШАПКОЮ, (рос. нефтяная залежь с газоконденсатной шапкой; англ. gas (condensate) cap oil pool, нім. Erdöllager n mit der Gaskondensatkappe) — Див. газоконденсатно-нафтовий поклад.